# American Locomotive Company
Az American Locomotive Company (ismert még mint  ALCO, ALCo vagy Alco) egy amerikai vállalat volt, mely elsősorban a mozdonyairól volt híres, de emellett gyártott dízel generátorokat, acél termékeket és harckocsikat is.
1901-ben alakult, mikor a Schenectady Locomotive Works hét kisebb mozdonygyárat magába olvasztott.
Az American Locomotive Automobile Company leányvállalata tervezett és gyártott személyautókat is az Alco márkanév alatt 1905 és 1913 között, továbbá nukleáris energiát 1954 és 1962 között.
A vállalat 1969-ben szűnt meg.

## Alapítása

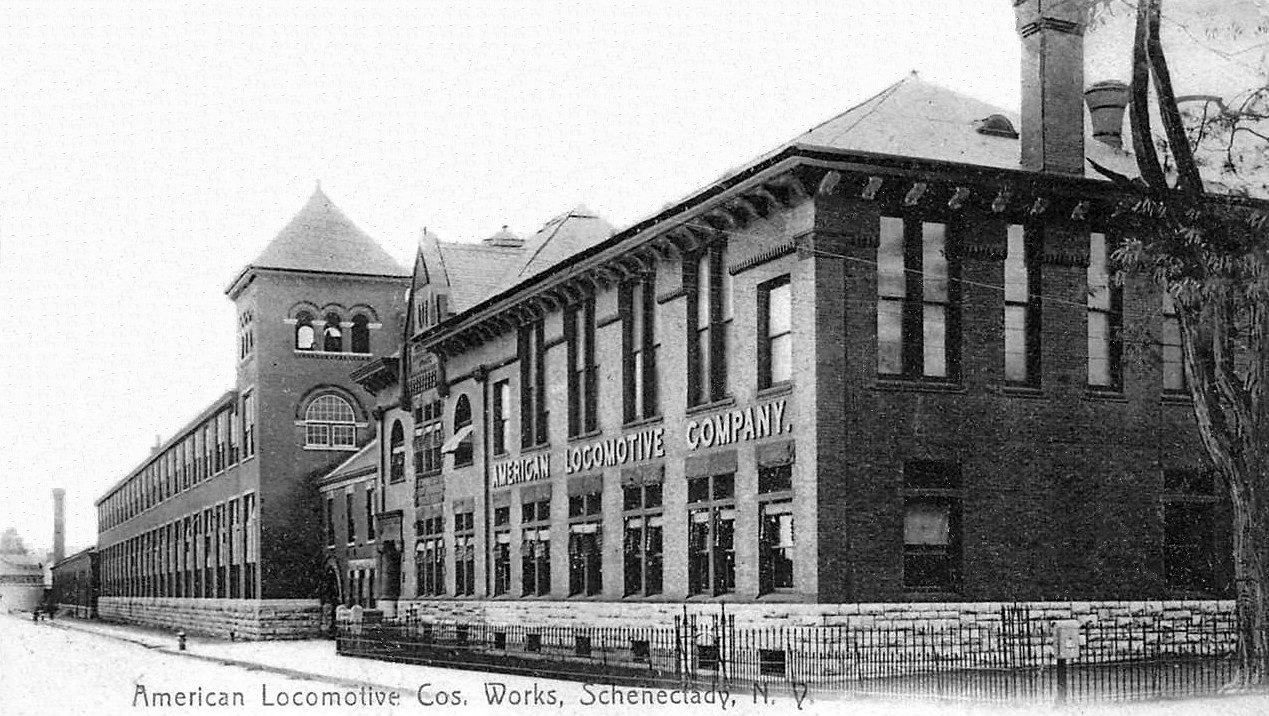
A Schenectady üzeme 1906-ban

1901-ben alakult, mikor a Schenectady Locomotive Works hét kisebb mozdonygyárat magába olvasztott Schenectady településen, New York államban.
Ezek az alábbiak voltak:
- Brooks Locomotive Works, Dunkirk, New York
- Cooke Locomotive and Machine Works, Paterson, New Jersey
- Dickson Manufacturing Company, Scranton
- Manchester Locomotive Works, Manchester, New Hampshire
- Pittsburgh Locomotive and Car Works, Pittsburgh, Pennsylvania
- Rhode Island Locomotive Works, Providence, Rhode Island
- Richmond Locomotive Works, Richmond, Virginia

Az új vállalat központja Schenectady településen lett, New York államban. Samuel R. Callaway elhagyta a New York Central Railroad elnökségét, hogy az Alco elnökévé váljon. Amikor Callaway elhunyt 1904. június elsején, Albert J. Pitkin lett az Alco elnöke.

## Termékek

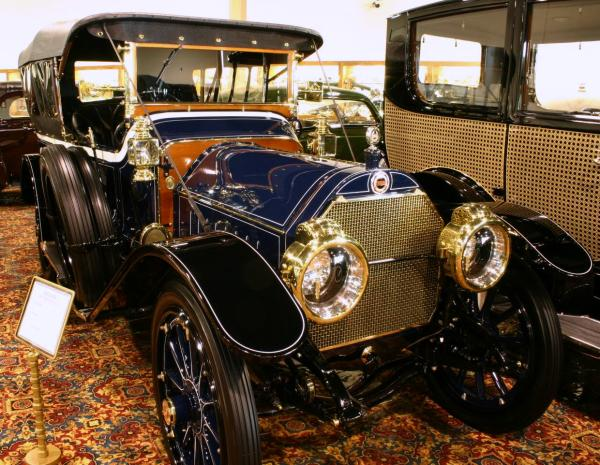
Alco személygépkocsi 1912-ből
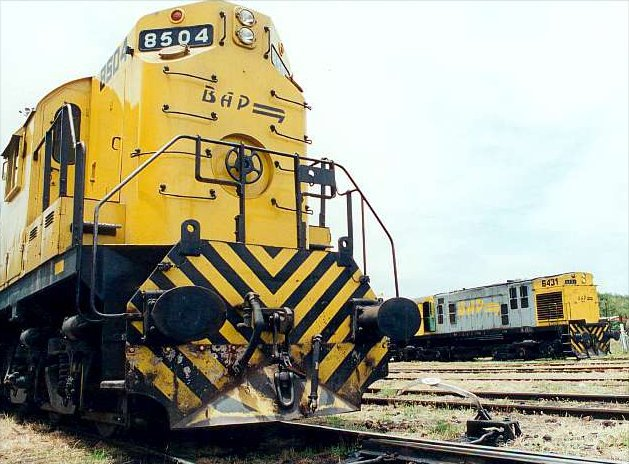
ALCO dízelmozdonyok 1999-ből
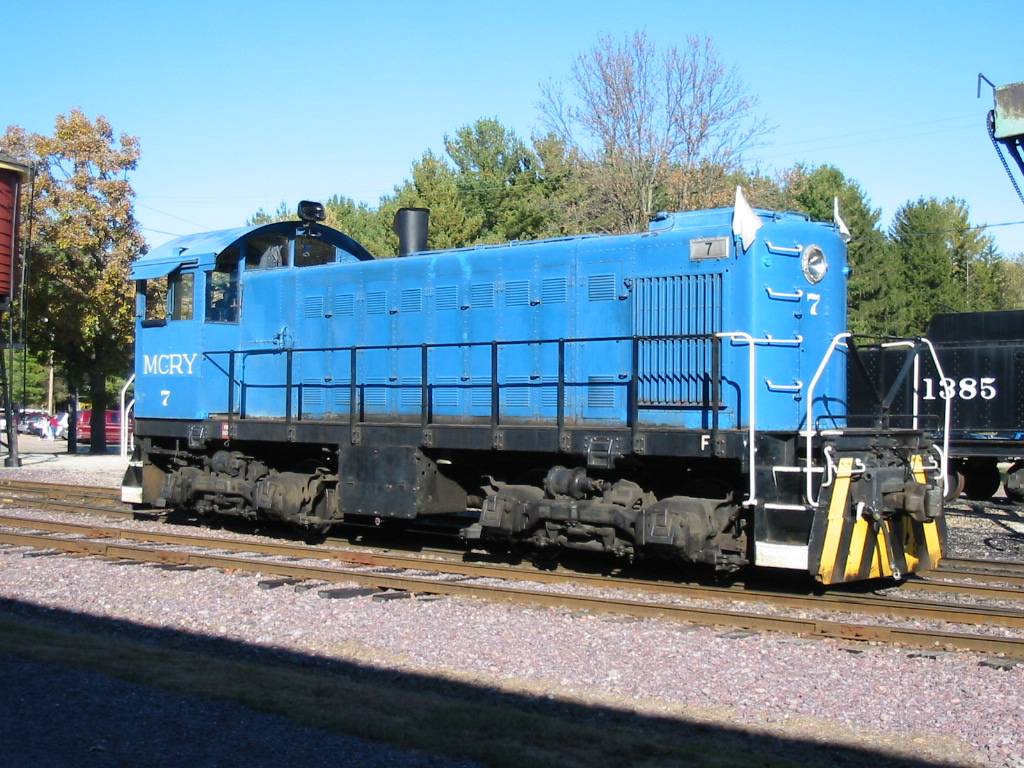
ALCO S-1 dízelmozdony
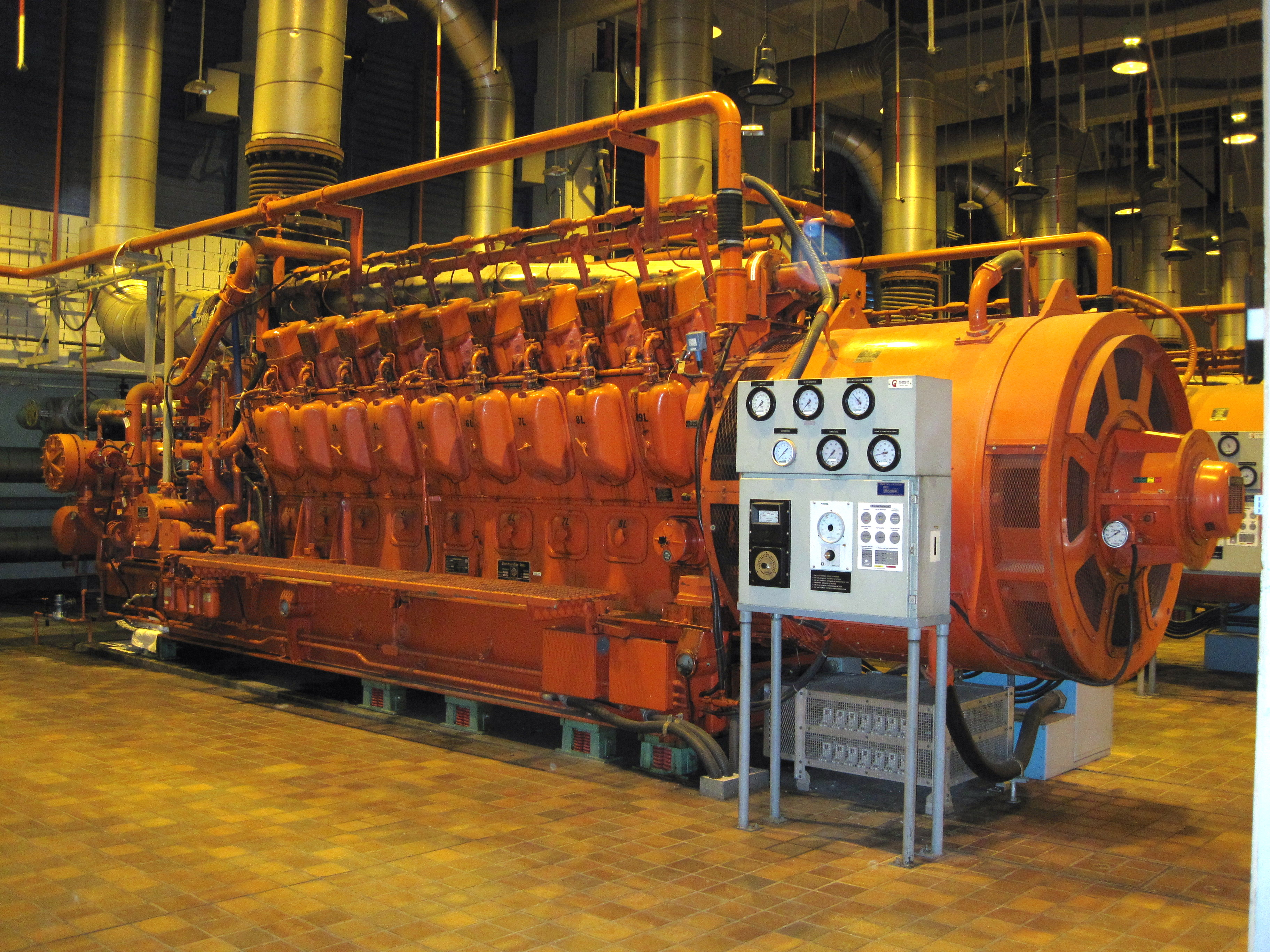
2,5 MW teljesítményű dízel generátor
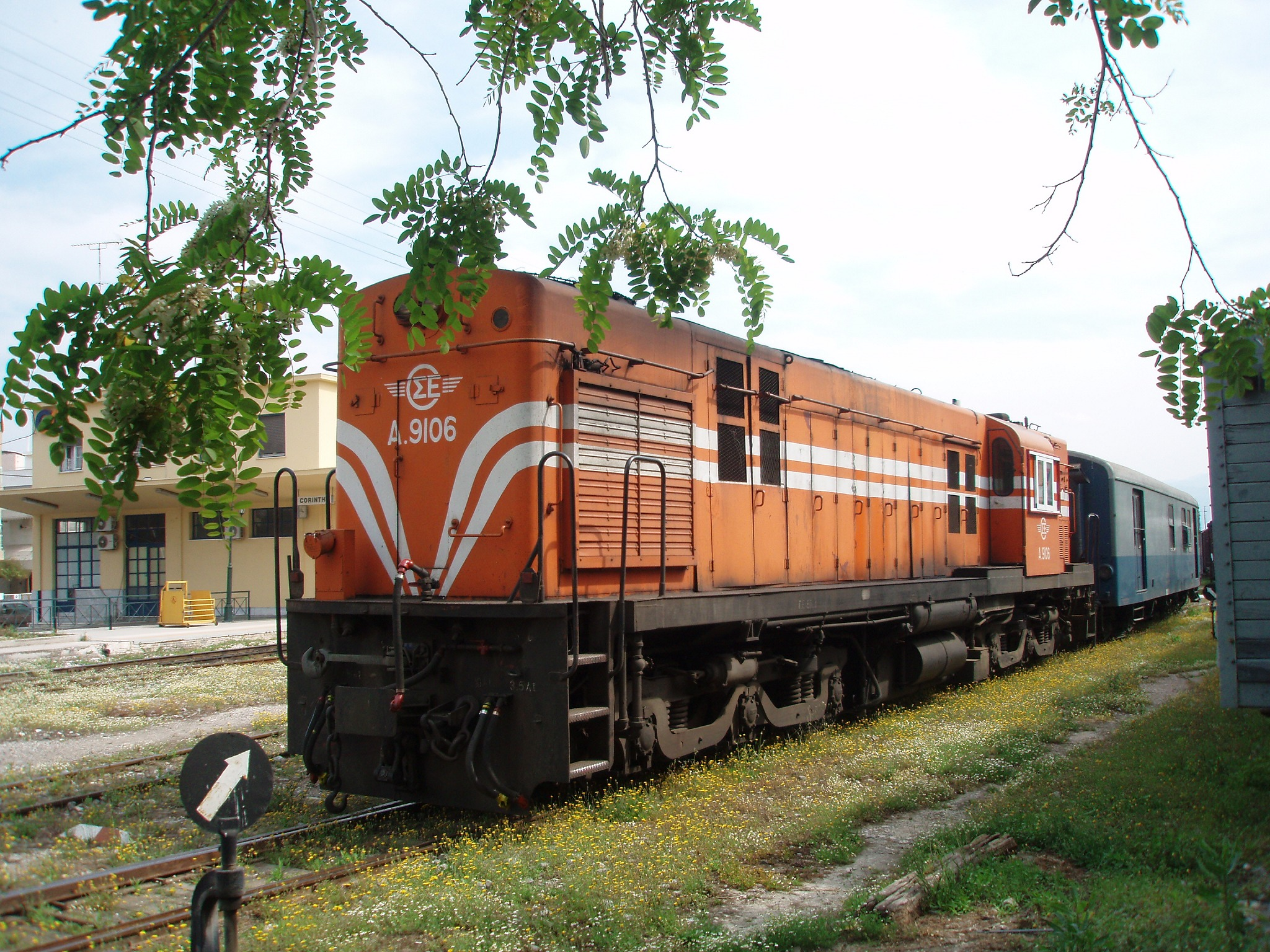
ALCO dízelmozdony Görögországban
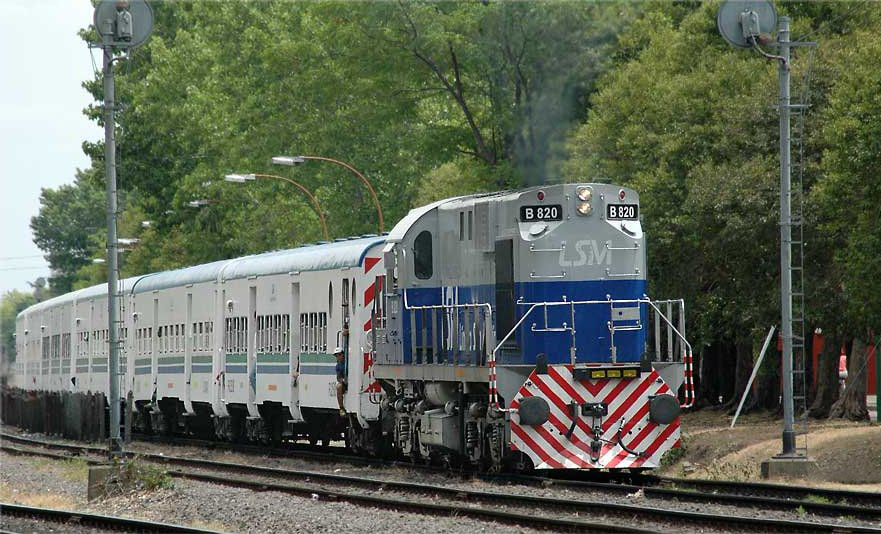
ALCO dízelmozdony Argentínában